# Porta Comasina (medievale)
Porta Comasina (pronunciato Comàsina) o Porta Comacina era una delle porte maggiori poste sul tracciato medievale delle mura di Milano, che dava origine all'omonimo sestiere.

## Storia
La porta Comasina (o Comacina) medioevale si trovava sull'asse di via Ponte Vetero-via Mercato; era così detta perché la strada cui la porta dava/chiudeva accesso era/è indirizzata verso la città di Como. Non esistendo mappe antiche raffiguranti questa porta, per capire dove fosse situata si può fare riferimento alla mappa moderna riprodotta qui a fianco: "Mure e porte di Mediolanum" (pubblicata anche in Porte e pusterle di Milano), dove la porta Comasina è indicata col numero 7 (colore rosso). La porta medievale doveva essere collocata circa nel medesimo luogo di quella romana.
Nel XVI secolo la porta, con la realizzazione delle nuove mura spagnole perse ogni funzione difensiva e venne abbattuta per fare spazio alle nuove fortificazioni circondanti il Castello Sforzesco. Le sculture che ornavano la porta, una raffigurante la Madonna e l'altra Sant'Ambrogio, sono oggi conservate nel museo del Castello Sforzesco.
Dopo l'abbattimento della porta Comasina medievale la sua funzione fu poi svolta da un modesto edificio facilmente confondibile con una qualsiasi abitazione della zona; era posto, sul tracciato delle nuove mura spagnole, più esterno delle precedenti medievali rispetto al centro di Milano, al termine nord della strada che oggi ha il nome di corso Garibaldi. Oltre la porta la strada prosegue, ancora verso nord, con il nome di corso Como, attribuitole con delibera comunale del 1878.
Solo nel 1826-27 il modesto edificio venne sostituito dalla monumentale porta che esiste tuttora (ma dal 1860 rinominata Porta Garibaldi), progettata dall'architetto Giacomo Moraglia.